# 마쓰다 요시노리
마쓰다 요시노리(일본어: 松田 考功, 1974년 8월 14일 ~ )는 일본의 전 축구 선수이다.

## 구단 경력
1993년 J1리그의 우라와 레즈에 입단했다. 1995년 재팬 풋볼 리그의 도스 퓨쳐즈(사간 도스)로 이적했다. 1999년 J2리그로 승격했다. 2002년까지 131경기에 출전하여, 4득점을 넣었다. 2002년후 현역 은퇴.